# 火星學會
火星學會（英語：Mars Society）是一個提倡人類探險以及定居在火星的非營利組織，由羅伯特·祖布林博士等人於1998年創立。此學會的目的在於教育大眾，媒體以及政府，人類在未來探險並定居在火星的重要性。

## 沿革
火星學會於1998年8月由七百位代表成立，他們當時是參加一個由火星探險支持者舉辦的週末演講活動，參與者包括有天文學家，科學家，工程師，太空人，創業家，教師，學生以及喜好太空的人。
如今火星學會已擁有來自50多國，超過4000位成員，以及大約6000位支持者。成員來自各行各業。
火星學會的目標並不僅僅是理論研究，而是要展現透過一系列務實的計劃，火星探險是個可達成的目標：
- 持續開發Mars Direct的載人火星任務規劃。

- 模擬火星研究站計劃（Mars Analog Research Station Program, MARS）在類似火星的環境打造近似未來火星任務的居住艙。目前已完成的研究站包括Flashline Mars Arctic Research Station (FMARS) 以及Mars Desert Research Station（英语：Mars Desert Research Station）(MDRS)

火星學會也進行下列活動：
- 對中學，大學及一般大眾舉辦演講
- 提倡學校的科學，天文學及太空飛行相關的教育
- 遊說各國增加太空探測的研發投資
- 每年舉辦在美國，歐洲及澳洲最大的火星探險的研討會
- 主動協助NASA，ESA及其他太空政府單位的火星探測任務。

火星學會的指導委員會的著名成員包括巴兹·奥尔德林（登陸月球的太空人）及彼得·史密斯（探測火星的鳳凰號計劃主持人）